# 梅克倫堡-施特雷利茨的特蕾莎
梅克倫堡-施特雷利茨的特蕾莎（德語：Therese zu Mecklenburg-Strelitz，1773年4月5日—1839年2月12日），圖恩和塔克西斯親王妃，梅克倫堡-施特雷利茨大公卡爾二世的女兒。

## 家庭
1789年，特蕾莎與圖恩和塔克西斯的卡爾·亞歷山大結婚，兩人共有3子2女：
1. 格奧爾格·卡爾（1792年—1795年），夭折
2. 瑪麗亞·特蕾莎（英语：Princess Maria Theresia of Thurn and Taxis (1794–1874)）（1794年—1874年）
3. 瑪麗亞·索菲亞（英语：Princess Maria Sophia of Thurn and Taxis）（1800年—1870年）
4. 馬克西米利安·卡爾（1802年—1871年）
5. 腓特烈·威廉（1805年—1825年）